# 241153 Omegagigia
241153 Omegagigia è un asteroide della fascia principale. Scoperto nel 2007, presenta un'orbita caratterizzata da un semiasse maggiore pari a 2,2907531 au e da un'eccentricità di 0,1780224, inclinata di 6,67098° rispetto all'eclittica.